# ادلینگتون، لانکاشر
latitudeادلینگتون، لانکاشرlongitudeادلینگتون، لانکاشر
ادلینگتون، لانکاشر (به انگلیسی: Adlington, Lancashire) یک شهرک در بریتانیا است که در انگلستان واقع شده‌است.

## خصوصیات
ادلینگتون ۵٬۲۷۰ نفر جمعیت دارد.